# Множественное число
Мно́жественное число́ (часто используется сокращение Мн., мн., мн. ч.) — грамматическое число, используемое при обозначении нескольких предметов, объединённых по какому-либо признаку (однородных предметов).
В русском языке существуют только формы единственного и множественного числа.
Множественное число может быть трёх видов:
- дистрибутивное, например, лист (ед. ч.) — листы (мн. ч.),
- собирательное, например, лист (ед. ч.) — листья (мн. ч.).
- обобщённое, например, «Людям свойственно ошибаться», здесь слово «люди» выступает в своей обобщающей, или понятийной, функции.

При этом собирательное значение может выражаться и единственным числом: тряпьё, вороньё.
Также единственное число может выражать обобщённое значение, например: «Человеку свойственно ошибаться».
Имеются различные способы представления множественного числа:
- Повтор (индон. orang — «человек», orang-orang — «люди»).
- Окончания, приставки, суффиксы: («крот» — «кроты»).
- Супплетивное число («человек» — «люди»).
- Изменение огласовки (так называемое «ломаное множественное»; араб. китаб «книга» — кутуб «книги»).

## Русский язык
В русском языке форма множественного числа у глаголов, существительных, прилагательных, местоимений образуется обычно с помощью изменения окончаний.
В русском языке форма множественного числа может также употребляться в значении единственного. Примером может служить местоимение «вы», употребляемое в целях выражения уважения к собеседнику (вежливое множественное число), или местоимения во множественном числе, употребляемые в отношении коронованных особ (множественное число величия): Их Величество, «Божиею милостью, Мы, Александр Первый, Император и Самодержец Всероссийский…».
В русском языке множественное число без числительных и иных слов, поясняющих количество, может иметь следующие значения:
- «более чем один»: «подростки зашли в наш подъезд» = «более чем один подросток зашёл в наш подъезд».
- «каждый»: «электроны имеют отрицательный заряд» = «каждый электрон имеет отрицательный заряд».
- «типичный»: «птицы умеют летать» = «типичная птица умеет летать».
- «каждый из вышеупомянутых»: «К нам зашли Иван и Пётр. Гости оказались приятными людьми».
- «большинство»: «немцы на референдуме проголосовали за ликвидацию поста президента».
- «большая группа»: «тараканы могут сделать жизнь в доме невыносимой».
- родовое понятие: «птицы — класс позвоночных» (хотя ни одна птица классом не является).
- некоторые игры: «догонялки», «прятки» и т. п..
- некоторые предметы: «вилы», «брюки», «ножницы», «часы» и т. п.
- речь монарха: «Мы высочайше повелеваем».
- вежливое обращение: «Иван Ильич, Вы к нам заглянете?»

Наличие разных значений у множественного числа нередко используется для введения в заблуждение, например: «врачи считают наше лекарство лучшим средством от бессонницы».

## Другие языки

### Эсперанто
В эсперанто множественное число имен существительных и прилагательных в именительном падеже образуется добавлением окончания множественного числа -j к окончанию существительного -o или прилагательного -a (например, unu kato, multaj katoj; unu seĝo, multaj seĝoj). В случае винительного падежа, суффикс -j добавляется перед суффиксом -n (например, multajn katojn).

### Английский
В английском языке множественное число существительных образуется в большинстве случаев добавлением окончания «-s» (например, one cat, many cats; one chair, many chairs) или «-es» (например, one bush, many bushes; one itch, many itches):
1. если слово оканчивается на гласный «у», которому предшествует согласный звук, гласный «y» меняется на «i» и добавляется «-es» (например, «family — families»);
2. если слово оканчивается на гласный «у», которому предшествует гласный звук, то добавляется окончание «-s» (например, «toy — toys»);
3. к некоторым существительным, оканчивающимся на гласный «о», добавляется окончание «-es» (например, potatoes, heroes, но: pianos, photos);
4. некоторые существительные, оканчивающиеся на «-f» или «-fe», во множественном числе пишутся с «-ves» (например, knife — knives, wolf — wolves, shelf — shelves, но: handkerchiefs, roofs);
5. исключения, например: foot — feet, goose — geese, tooth — teeth, child — children, sheep — sheep, deer — deer, ox — oxen, mouse — mice, louse — lice, man — men, woman — women.
6. многие существительные, заимствованные из латинского, древнегреческого и других языков, сохраняют во множественном числе форму оригинала (например, radius — radii, antenna — antennae, pilum — pila, crisis — crises, bureau — bureaux).

### Шведский
В шведском языке множественное число образуется по следующим правилам:
Для en-слов:
1. Если слово оканчивается на гласный «a», он меняется на «or» (например, en kvinna — kvinnor);
2. Если слово оканчивается на гласный «e», он меняется на «ar» (например, en pojke — pojkar);
3. У слов с окончанием на «are» множественное число совпадает с единственным (например, en lärare — lärare);
4. Слова с окончанием на «ing» меняют его на «ingar» (en tidning — tidningar);
5. Слова с ударением на последний слог всегда меняют окончание на «er» (например, en elefant — elefanter);
6. Слова, оканчивающиеся на «el», «en», «er», обычно меняют окончание на «ar», теряя «e» (например, en fågel — fåglar);
7. Односложные слова присоединяют «ar» или «er» (например, en färg — färger, en hund — hundar).

Для ett-слов:
1. Если слово оканчивается на согласную, его множественное число совпадает с единственным (ett barn — barn);
2. Если слово оканчивается на гласную, оно присоединяет «n» (ett meddelande — meddelanden).

### Чувашский
Множественное число в чувашском языке образуется путем присоединения аффикса -сем (в верховом диалекте —кроме того ещё аффикса -сам) к корню или основе слова( например, чӳрече — чӳречесем, юлташ — юлташсем). Этот аффикс отличает чувашский язык от всех прочих тюркских языков, где показателем множественности служит аффикс -лар (-лер) и его фонетические варианты -нар (-нер),-тар (-тер) и др.

## Числительные
В языках, в которых существуют только формы единственного и множественного числа, может использоваться разная форма при слове «ноль». Например, в русском, а также английском, нидерландском, немецком, итальянском, испанском, португальском языках для обозначения нулевого количества используется множественное число, а во французском языке — единственное; в эсперанто обе формы равноправны.
Кроме того, числительные, обозначающие числа, бо́льшие единицы, могут требовать единственного числа, например, в финском (при этом при числительном в именительном падеже существительное ставится в партитиве), тюркских (напр., турецком), венгерском языках. В русском языке числительные два, три, четыре в именительном и неодушевлённом винительном падежах требуют родительного падежа единственного числа (точнее — паукальной счётной формы). Составные числительные, оканчивающиеся на единицу (двадцать один), требуют единственного числа в русском языке, но множественного числа в английском, немецком, нидерландском, французском, испанском, португальском языках; в итальянском языке обе формы равноправны.

## Полезные ссылки
- Грамматика: английский язык. Множественное число.
- Грамматика: английский язык. Существительные с неправильными формами множественного числа.